# Кодовое расстояние

Сравнение чебышевских, евклидовых и манхэттенских расстояний для гипотенузы треугольника 3—4—5 на шахматной доске

Кодовое расстояние — (расстоянием на множестве) называется однозначная функция с неотрицательными действительными значениями, которая может служить метрикой характеризующее элементы в неком пространстве.
В широком смысле расстояния являются отражением такого понятия как различие, что двойственно понятию сходства, а элементы матрицы различия (в общем виде — матрицы дивергенций) двойственны элементам матрицы сходства (в общем виде — матрицы конвергенций). Связь между мерой сходства и мерой различия можно записать как {\displaystyle F=1-K}, где F — мера различия; K — мера сходства. Следовательно, все свойства мер сходства можно экстраполировать на соответствующие им меры различия с помощью простого преобразования и наоборот.
Визуально отношения между объектами можно представить с помощью графовых алгоритмов кластеризации. Можно сказать, что расстояния используются намного чаще, чем меры сходства: их чаще реализуют в статистических программах (Statistica, SPSS и др.) в модуле кластерного анализа.
Метрики расстояний удобно представлять в виде матриц — матрицы расстояний.

## Виды расстояний
- Евклидово расстояние
- Расстояние Минковского
- Расстояние Хэмминга
- Расстояние Чебышёва (метрика шахматной доски)
- Манхэттенское расстояние (расстояние городских кварталов)
- Расстояние Махалонобиса
- Расстояние Жаккарда
- Расстояние Левенштейна
  - Расстояние Дамерау — Левенштейна
- Сходство Джаро — Винклера